# Lucy Beeton
Lucy Beeton (* 14. Mai 1829 in Vansittart Island, Australien; † 7. Juli 1886 in Badger Island, Australien) war eine australisch-tasmanische Lehrerin und Geschäftsfrau.

## Leben
Beeton war die Tochter des jüdischen Geschäftsmanns und ehemaligen Sträflings Thomas (John) Beeton aus London und seiner von einem Robbenjäger gekauften Aborigine-Frau Bet Smith. Sie wurde von ihren Eltern und später in George Town (Tasmanien) und Launceston (Tasmanien) unterrichtet. Von 1850 bis 1855 war sie als Lehrerin bei den Aborigines tätig. Zwischen 1855 und 1860 zog die Familie nach Badger Island. Nach dem Tod ihres Vaters übernahm sie 1862 sein Handelsgeschäft. In dem Jahr schlug Erzdiakon Thomas Reibey der Regierung vor, eine Schule für die auf den Inseln lebenden sechsundsechzig Kinder einzurichten. Die Regierung stellte 250 Pfund Sterling bereit und Beeton ernannte daraufhin zwei Lehrer aus Melbourne. 1871 gründete sie wegen mangelnder staatlicher Unterstützung selber eine Schule in einem Zelt auf Badger Island. Im folgenden Jahr ernannte die Regierung dann wieder einen Lehrer. Für ihre Unterweisung der Inselbewohner wurde sie mit einem lebenslangen Mietvertrag für Badger Island mit einer jährlichen Miete von 24 GBP belohnt.
Beeton war ein prominentes Mitglied der großen Bass-Straße-Community und wurde von vielen als die Königin der Inseln angesehen. Sie kontrollierte den Handel und erhielt den Spitznamen Commodore, da sie regelmäßig an der Spitze der Handelsflotte nach Launceston segelte. Mit ihrem Vater und anderen war sie ab den 1850er Jahren aktiv an den Bemühungen der Inselbewohner beteiligt, Land als Ausgleich für die Enteignung der Aborigines in Tasmanien zu gewinnen. 1872 bot sie der Tasmanierin Truganini vergeblich Asyl auf der Insel an. In ihren letzten Jahren verbündete sie sich mit den Missionaren in ihrem Kampf gegen die Art und Weise, wie europäische Händler die Aborigines im Handel ausbeuteten und sie zu Alkoholikern machten.
Sie starb am 7. Juli 1886 auf Badger Island und wurde an der Ostküste der Insel beigesetzt.
In Anerkennung und ihr zu Ehren wurden die Lucy Beeton Aboriginal Teacher Stipendien eingerichtet. Das Stipendium zielt darauf ab, die Anzahl der Lehrer der Aborigines und der Torres-Strait-Insulaner in Tasmanien zu erhöhen.